# Eduard Strauss
Eduard Strauss (Vienna, 15 marzo 1835 – Vienna, 28 dicembre 1916) è stato un compositore, direttore d'orchestra e arpista austriaco.
Era figlio del compositore Johann Strauss padre e fratello dei compositori Josef e Johann Strauss II.

## Biografia
Come già era accaduto per gli altri fratelli, anche Eduard non avrebbe dovuto dedicarsi alla musica: Johann padre, infatti, aveva già previsto per lui una futura carriera come diplomatico. Effettivamente il padre aveva avuto la giusta intuizione, Eduard era un organizzatore efficace, persuasivo e gentile; la sua pelle olivastra, gli occhi neri e l'aspetto sempre ben curato e impeccabile lo fecero diventare in breve tempo molto popolare (specialmente fra il gentil sesso), al punto che il più modesto Johann, quando andava nei negozi per fare compere si presentava dicendo:
(Johann Strauss II)
Edi era il nomignolo con cui Eduard era affettuosamente soprannominato in famiglia.
Il suo debutto nel mondo della musica come direttore d'orchestra avvenne il 5 febbraio 1859, alla "Diana-Saal" nel corso di un concerto in cui tre orchestre si alternarono nella stessa serata guidate a turno dai tre fratelli.
Quattro anni prima, nel 1855, Eduard era entrato a far parte di una delle orchestre del fratello Johann come arpista. Per ciò che riguarda la sua attività di compositore, il giovane Strauss si distinse per aver cercato di creare un suo stile particolare, cercando di non cadere in una semplice imitazione dei fratelli, tuttavia venne sempre considerato e apprezzato più come direttore d'orchestra che come compositore. 
Era un infaticabile e trascinante direttore sul podio, possedeva indubbiamente delle ottime capacità e una indiscutibile perizia tecnica, ma non possedeva né l'estro di Johann né quello di Josef.
Come si può leggere in una lettera di Johann Strauss del 1892, indirizzata all'editore Fritz Simrock:
(Johann Strauss II)
A causa della sua instancabile attività di direttore, il tempo che Eduard poteva dedicare alla composizione era piuttosto esiguo; i suoi valzer, dunque, risultavano funzionali per la danza, ma non aspiravano alle sale da concerto come le migliori pagine dei fratelli. Eduard si sentiva per questo il più sacrificato, e fra lui e i fratelli (specialmente con Johann) spesso si verificavano delle discussioni, dovute anche all'invidia che nutriva nei loro confronti. In una lettera indirizzata ad Eduard in tarda età, Johann scriveva:
(Johann Strauss II)
La carriera di Eduard Strauss fu pervasa da rivalità, non solo con i propri fratelli, ma soprattutto con il compositore e direttore d'orchestra Carl Michael Ziehrer (famigerato rivale degli Strauss), che addirittura arrivò a formare un'orchestra rivale che chiamò "Ex Orchestra Eduard Strauss" iniziando a tenere concerti a Vienna con questo nome. Eduard citò in giudizio Ziehrer, a cui il tribunale proibì l'uso ingannevole del nome; tuttavia, la popolarità di Ziehrer (verso la fine del secolo) avrebbe in seguito superato quella della famiglia Strauss, specialmente dopo la scomparsa dei due fratelli di maggior talento, Josef e Johann.
Eduard Strauss si sposò l'8 gennaio 1863 con Maria Magdalena Klenkhart, figlia del proprietario di un caffè. Dalla loro unione sarebbero nati due figli: nel 1866 Johann III (futuro compositore e direttore d'orchestra) e nel 1868 Josef Eduard. Il figlio maggiore avrebbe ravvivato la tradizione musicale degli Strauss fino agli inizi del XX secolo.
In quanto compositore, Eduard riuscì a distinguersi e ad ottenere ottimi risultati nella composizione di polke veloci (in tedesco Polka-schnell), un genere di danza allegro e vivace molto simile al galopp per la velocità e il ritmo incalzante. Tra le polke più popolari da lui scritte vale la pena di menzionare "Ausser Rand und Band" op. 168, "Ohne Bremse" (Senza freni) op. 238, "Elektrisch", "Mit Extrapost" op. 259, "Ohne Aufenthalt" op. 112, "Mit Vergnügen!" (Con piacere!) op. 228 e soprattutto "Bahn Frei" (Binario Libero) che, ancora oggi, è il brano più celebre del compositore.
Il 18 febbraio 1872 Eduard venne nominato nuovo direttore dei balli di corte (K.K. Hofballmusikdirektor) dopo che suo fratello Johann aveva chiesto all'imperatore di poter essere esonerato dall'incarico, il 5 gennaio 1871. Gli ultimi anni del secolo videro Eduard, ormai quasi unico direttore dei complessi di famiglia, impegnato in lunghe, trionfali e faticose tournée. Nel 1889 intraprese un giro di concerti in Germania durante il quale visitò ben 83 città; l'anno successivo partì (secondo nella sua famiglia) alla volta dell'America, tra maggio e dicembre diede concerti in oltre 70 città (Boston gli decretò un autentico trionfo).
Il 13 febbraio 1901 l'impresa Strauss veniva ufficialmente sciolta; quella mattina Eduard, al termine di una nuova, interminabile tournée in America, pagò le liquidazioni e sciolse i complessi che 76 anni prima aveva creato suo padre. Durante gli ultimi anni di vita si dedicò alla stesura delle memorie famigliari che vennero raccolte e pubblicate col titolo di "Erinnerungen" (Ricordi) nel 1906.
L'atto più clamoroso, però, dell'ultimo periodo di Eduard è legato alla sua controversa decisione di aver dato alle fiamme il suo intero archivio musicale, comprendente anche di opere inedite sue e dei suoi fratelli: era il 22 ottobre 1907. Sulla motivazione del gesto, Eduard parlò sempre di un presunto accordo segreto stipulato col fratello Johann nel 1869, in base al quale l'ultimo di loro a sopravvivere agli altri avrebbe dovuto distruggere l'intero archivio di famiglia, in modo tale da impedire che qualcun altro, dopo di loro, potesse impossessarsene e usarlo per tenere concerti.
Eduard Strauss morì a Vienna il 28 dicembre 1916 e venne sepolto nel Zentralfriedhof (Cimitero centrale), con il resto della sua famiglia.

## Opere
- Ideal, Polka-française op. 1
- Helenen-Quadrille, op. 14
- Cascoletto-Quadrille, op. 15

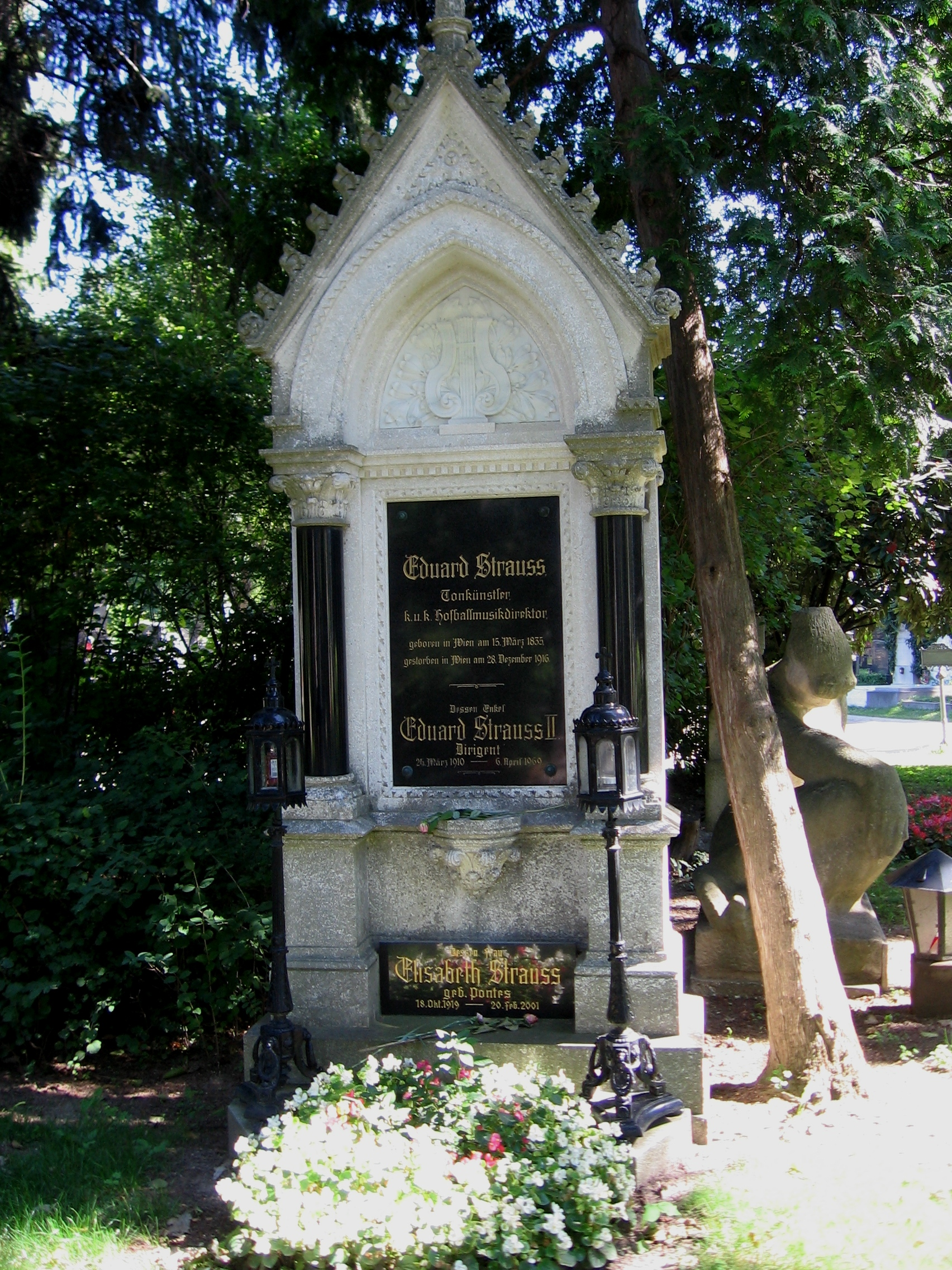
Tomba di Eduard Strauss al Cimitero Centrale di Vienna.

- Paragraphen, Polka-française op. 16
- Gruss an die Heimat, Polka-française op. 17
- Die Hesperiden, valzer op. 18
- Dornröschen, Polka-mazurka op. 19
- Gazelle, Polka-schnell op. 20
- Colibri, Polka-française op. 21
- Pirouette, Polka-française op. 22
- Liederkranz-Quadrille, op. 23
- Pariser Leben, Quadrille, op. 24
- Bahn Frei! Polka-schnell op. 45
- In Künstlerkreisen, Polka-française op. 47
- Mit Dampf! Polka-schnell op. 70
- Auf und Davon! Polka-schnell op. 73
- Fesche Geister, valzer op. 75
- Doctrinen, valzer op. 79
- Interpretationen, valzer op. 97
- Ohne Aufenthalt, Polka-schnell op. 112
- Carmen-Quadrille (su motivi dell'opera Carmen di Georges Bizet) op. 134
- Das Leben ist doch Schön, valzer op. 150
- Leuchtkäferln, valzer op. 161
- Ausser Rand und Band, Polka-Schnell op. 168
- Schleier und Krone, valzer op. 200
- Mit Chic! Polka-schnell op. 221
- Mit Vergnügen! Polka-schnell op. 228
- Ohne Bremse, Polka-schnell op. 238
- Blüthenkranz: Johann Strauss'scher Walzer in Chronologischer Reihenfolge von 1844 bis auf die Neuzeit (Bouquet di valzer di Johann Strauss in ordine cronologico dal 1844 fino ai giorni nostri) op. 292